# Oncidium pseudounguiculatum
Oncidium pseudounguiculatum är en orkidéart som först beskrevs av Franco Pupulin och Robert Louis Dressler, och fick sitt nu gällande namn av Mark W. Chase och Norris Hagan Williams. Oncidium pseudounguiculatum ingår i släktet Oncidium och familjen orkidéer. Inga underarter finns listade i Catalogue of Life.